# Medisamak
Medisamak est une association des professionnels du secteur de la pêche des pays riverains de la Méditerranée. Son nom vient de la contraction de « Méditerranée » et de « samak » qui signifie poisson en arabe.

## Objectifs
Représenter et défendre les intérêts, généraux et spécifiques, des professionnels de la pêche en Méditerranée quelle que soit leur nationalité ; élaborer des propositions d'actions, de réformes ou des mesures visant l'amélioration de l'activité des professionnels de la pêche en Méditerranée et la préservation de toutes les ressources de la mer dont ils dépendent.

## Création
Réunis sur initiative d’Europêche (l’association des organisations nationales d’entreprises de pêche de l’Union européenne) et avec le soutien notamment financier de la Commission européenne, les professionnels de la pêche de 11 pays riverains de la Méditerranée (Albanie, Algérie, Égypte, Espagne, France, Grèce, Italie, Libye, Malte, Maroc et Tunisie) ont fondé à Tunis l’association Medisamak, dans le prolongement de la Conférence ministérielle de Venise de novembre 2003 qui avait entre autres encouragé la constitution d’une entité des professionnels.
Le siège de l'association est situé à Tarragone (Espagne)
Depuis le 7 mai 2006, trois nouveaux pays sont membres de l'association : Chypre, la Slovénie et la Croatie.

## Fonctionnement
Le Comité exécutif de l’association a élu le 7 mai 2004 Mourad Kahoul (France) au poste de président et Toufik Rahmani (Algérie), Arwad Marzouk (Égypte), Antonio Marzoa Dopico (Espagne) et Ervio Dobosz (Italie) aux postes de vice-présidents.